# Cizinec (román)
Cizinec (francouzsky L’Étranger) je román/novela francouzského spisovatele Alberta Camuse z roku 1942.

## Obsah
Děj se odehrává v Alžírsku ve třicátých letech. Dílo má dvě části.
V první části hlavní hrdina Meursault líčí, jak se zúčastnil pohřbu své matky, ale bez jakýchkoli citů. Jistá lhostejnost až indolence charakterizuje i jeho další běžný život, kdy se seznámí se sousedem Raymondem, podezřelým z pasáctví, a pomůže mu se pomstít své arabské přítelkyni, která ho podvedla. Při nedělním výletu na pláž se spolu s Raymondem a jeho přítelem dostanou do potyčky s bratrem sousedovy expřítelkyně a jeho arabským přítelem. Bratr jeho bývalé milenky ho zraní nožem a jsou nuceni ustoupit. Meursault se jde poté projít po pláži a narazí na slunícího se Araba. Když ho Arab zpozoruje, vytáhne pro jistotu nůž, ale Meursault ho bez přemýšlení zastřelí.
Druhá část líčí soudní přelíčení, při němž se Meursault ani nehájí, jediná jeho obhajoba zní, že byl oslepen sluncem a vystřelil vlastně omylem. Nemůže ani dokázat, že by se před vraždou cítil skutečně ohrožen. V předposlední kapitole státní zástupce během svého projevu přesvědčí porotu o Mersaultově vině, a ten je tudíž odsouzen k smrti. Román končí Meursaultovými úvahami v cele, kde čeká na vykonání rozsudku.

## Hodnocení
Podle úsudku J.-P. Sartra je „Cizinec“ jedno z nejvýznamnějších děl raného existencialismu, Camus sám však svůj filosofický postoj charakterizoval spíš jako filosofii absurdity. Román byl přeložen do mnoha jazyků, několikrát zfilmován a inspiroval řadu dalších literárních děl.

## Zajímavosti
Ve Francii je tato kniha považována za jakousi zkoušku dospělosti, zralosti, každý Francouz by ji měl za svůj život přečíst.[zdroj?]

## Filmová adaptace
V roce 1967 natočil stejnojmenné italsko-francouzské drama italský režisér Luchino Visconti s Marcello Mastroiannim v hlavní roli.

## Česká vydání
Do češtiny bylo toto dílo poprvé přeloženo roku 1947 (přeložil Svatopluk Kadlec), další překlad Miloslava Žiliny vyšel poprvé roku 1966 a pak znovu 1988 a 2005.